# 铁佛塘 (桂林)
铁佛塘位于广西桂林市叠彩区宝积山北麓，中山北路与翊武路之间。水面面积1300平方米，属于两江四湖环城水系，其周围15米范围内为非建设区。铁佛塘原本由护城河演变而来，湖边仍存留古城墙残垣。

## 历史
唐代会昌五年(845年)， 桂州刺史元晦于宝积山北麓开华景洞，洞前有横塘深广，塘水澄碧，名之为华景塘，并于洞口与塘之间建亭，名岩光亭，以形容休憩于亭中，可兼收山光与水色之形胜。宋代蒋卓曾隐居于此洞。
明代张鸣凤《桂故》对此作了描绘：“横塘深广，晨飘霞绮，夕丽金波，得水而观益增。”
清代，线国安复于山麓塘前修建铁佛寺，寺宇恢宏，与岩岫争丽，塘因此又名为铁佛塘。 时人有诗志其景色绮丽：“探奇寻古寺，乘兴至林垌。螺色连天碧，波光绕郭青。”
民国十七至十八年（1928年至1929年），有设中学在铁佛寺内。民国三十三年(1944年)，抗日战争桂柳会战中，国军第三十一军军部就设在铁佛寺。然而，在桂林沦陷时寺庙的房屋被毁，铁佛被转移到了风洞山，其最终毁于文化大革命。